# Сысольский район
Сысольский район (коми Сыктыв район) — административно-территориальная единица и муниципальное образование (муниципальный район) в составе Республики Коми Российской Федерации.
Административный центр — село Визинга.
Сысольский район приравнен к районам Крайнего Севера.

## География
Район находится в юго-западной части Республики Коми. Граничит с Прилузским, Сыктывдинским  и Койгородским районами. На северо-западе граничит с Вилегодским и Ленским районами Архангельской области. Через территорию района проходит федеральная автодорога Р176 «Вятка» (участок «Киров — Сыктывкар»),  а также 35-километровый участок федеральной автодороги А123 через населённые пункты Куратово, Визиндор и Шугрэм. Расстояние от райцентра до Сыктывкара 88 км. Рельеф представляет собой пологохолмистую равнину, максимальной высотой 217 метров. Главные реки района — Сысола, Большая Визинга, Малая Визинга (сплавные).
Полезные ископаемые
Керамзитовые глины, горючие сланцы. Основное богатство района — лес и пахотные угодья.
Растительный и животный мир
Леса представлены елью, сосной, березой, встречается пихта. В них обитают животные, характерные для лесов европейского Севера. Водоёмы богаты рыбой.
Памятники природы
Охраняемые территории — клюквенное болото Вожашор, 25-й квартал Пыелдинского лесничества (клюквенное болото), озеро Вад.

## История
Район был образован 15 июля 1929 года на территории упразднённого Усть-Сысольского уезда (бывшего Кайгородского уезда). 10 сентября 1931 года постановлением ВЦИК райцентр был перенесён из села Визинга в село Пустошь. 7 июня 1949 года Указом Президиума Верховного Совета РСФСР за счёт разукрупнения Сысольского района был образован Койгородский район.

## Население
| 1939    | 1959    | 1970    | 1979    | 1989    | 2002    | 2009    | 2010    | 2011    |
| ------- | ------- | ------- | ------- | ------- | ------- | ------- | ------- | ------- |
| 29 949  | ↘20 554 | ↗22 060 | ↘19 551 | ↗19 568 | ↘16 894 | ↘15 768 | ↘13 956 | ↘13 878 |
| 2012    | 2013    | 2014    | 2015    | 2016    | 2017    | 2018    | 2019    | 2020    |
| ↘13 695 | ↘13 576 | ↘13 386 | ↘13 316 | ↘13 165 | ↘13 007 | ↘12 818 | ↘12 541 | ↘12 407 |
| 2021    | 2024    |         |         |         |         |         |         |         |
| ↘11 885 | ↘11 592 |         |         |         |         |         |         |         |

### Национальный состав
По переписи 2010 года:  
- Всего — 13956 чел.
- коми — 8921 чел. (64,8 %),
- русские — 4086 чел. (29,7 %),
- украинцы — 264 чел. (1,9 %)
- указавшие национальность — 13772 чел. (100,0 %).

По итогам переписи населения 2020 года проживали следующие национальности (национальности менее 0,1 % и другое, см. в сноске к строке «Другие»):
| Национальность | Численность, чел. | Доля     |
| -------------- | ----------------- | -------- |
| Коми           | 6465              | 54,40 %  |
| Русские        | 4812              | 40,49 %  |
| Украинцы       | 126               | 1,06 %   |
| Татары         | 57                | 0,48 %   |
| Немцы          | 40                | 0,34 %   |
| Удмурты        | 39                | 0,33 %   |
| Белорусы       | 36                | 0,30 %   |
| Азербайджанцы  | 31                | 0,26 %   |
| Чуваши         | 23                | 0,19 %   |
| Молдаване      | 18                | 0,15 %   |
| Другие         | 238               | 2,00 %   |
| Итого          | 11 885            | 100,00 % |

## Административно-территориальное устройство
Административно-территориальное устройство, статус и границы Сысольского района установлены Законом Республики Коми от 6 марта 2006 года № 13-РЗ «Об административно-территориальном устройстве Республики Коми»
Район включает 11 административных территорий:
| №  | Административная территория                    | Административный центр | Населённые пункты | Количество населённых пунктов |
| -- | ---------------------------------------------- | ---------------------- | --- | ----------------------------- |
| 1  | село Визинга с подчинённой ему территорией     | село Визинга           | с. Визинга, д. Горьковская, д. Елин, д. Кольёль, д. Митюшсикт, д. Рай, д. Рочевгрезд, д. Сорд, д. Чукаиб | 9                             |
| 2  | посёлок Визиндор с подчинённой ему территорией | посёлок Визиндор       | пст Визиндор, пст Шугрэм | 2                             |
| 3  | село Вотча с подчинённой ему территорией       | село Вотча             | с. Вотча, д. Велпом, д. Кырув, д. Ляпин, д. Ягдор | 5                             |
| 4  | село Гагшор с подчинённой ему территорией      | село Гагшор            | с. Гагшор, пст Бортом | 2                             |
| 5  | посёлок Заозерье с подчинённой ему территорией | посёлок Заозерье       | д. Заозерье, пст Заозерье, пст Исанево | 3                             |
| 6  | село Куниб с подчинённой ему территорией       | село Куниб             | с. Куниб, д. Вадыб, пст Копса, пст Первомайский, д. Пустошь , д. Шорйыв | 6                             |
| 7  | село Куратово с подчинённой ему территорией    | село Куратово          | с. Куратово, д. Бубдор, д. Волим, д. Ждановцы, д. Заречное, д. Ивановцы, д. Картасикт, д. Костин, д. Мельниковчи, д. Мом, д. Помйыв, д. Прокопьевка, д. Раевсикт, д. Расчой, д. Савуковчи, д. Семановцы, д. Семушино, д. Слобода, д. Сорма, д. Уличпом, д. Утка-Видзь, д. Хваловцы, д. Шорйыв, д. Шучи, д. Ыбпом, д. Ягыб | 26                            |
| 8  | село Межадор с подчинённой ему территорией     | село Межадор           | с. Межадор, д. Малешор, Тыдор, д. Утога, д. Шорсай, д. Ягдор | 6                             |
| 9  | село Палауз с подчинённой ему территорией      | село Палауз            | с. Палауз, д. Вознесенская, д. Катыдпом, д. Подгорье, д. Ярковская | 5                             |
| 10 | село Пыёлдино с подчинённой ему территорией    | село Пыёлдино          | с. Пыёлдино, д. Бортом, д. Волокпом, д. Кузивансикт, д. Озынпом, д. Раевсикт, д. Теплой, д. Тяпорсикт, д. Юманьсикт | 9                             |
| 11 | село Чухлэм с подчинённой ему территорией      | село Чухлэм            | с. Чухлэм, д. Дав, пст Ёльбаза, д. Ключ, д. Старый Чухлэм, д. Ягдор | 6                             |

д. — деревня
пст — посёлок сельского типа
с. — село

## Муниципально-территориальное устройство
В муниципальный район Сысольский входят 11 сельских поселений:
| №     | Муниципальное образование | Административный центр | Количество населённых пунктов | Население (чел.) | Площадь (км²) |
| ----- | ------------------------- | ---------------------- | ----------------------------- | ---------------- | ------------- |
| 1e-06 | Сельское поселение:       |                        |                               |                  |               |
| 1     | Визинга                   | село Визинга           | 9                             | ↘6858            | 1179,21       |
| 2     | Визиндор                  | посёлок Визиндор       | 2                             | ↘507             | 225,64        |
| 3     | Вотча                     | село Вотча             | 5                             | ↗176             | 408,15        |
| 4     | Гагшор                    | село Гагшор            | 2                             | ↘322             | 475,38        |
| 5     | Заозерье                  | посёлок Заозерье       | 3                             | ↘327             | 839,43        |
| 6     | Куниб                     | село Куниб             | 6                             | ↘1364            | 897,53        |
| 7     | Куратово                  | село Куратово          | 26                            | ↘681             | 772,16        |
| 8     | Межадор                   | село Межадор           | 6                             | ↘586             | 114,74        |
| 9     | Палауз                    | село Палауз            | 5                             | ↘133             | 75,63         |
| 10    | Пыёлдино                  | село Пыёлдино          | 9                             | ↘489             | 123,64        |
| 11    | Чухлэм                    | село Чухлэм            | 6                             | ↘442             | 959,24        |

## Населённые пункты
В Сысольском районе 79 населённых пунктов:
| №  | Населённый пункт | Тип     | Население | Сельское поселение |
| -- | ---------------- | ------- | --------- | ------------------ |
| 1  | Бортом           | посёлок | ↘327      | Гагшор             |
| 2  | Бортом           | деревня | 93        | Пыёлдино           |
| 3  | Бубдор           | деревня | 18        | Куратово           |
| 4  | Вадыб            | деревня | 12        | Куниб              |
| 5  | Велпом           | деревня | 6         | Вотча              |
| 6  | Визинга          | село    | ↘6353     | Визинга            |
| 7  | Визиндор         | посёлок | ↘452      | Визиндор           |
| 8  | Вознесенская     | деревня | 9         | Палауз             |
| 9  | Волим            | деревня | 1         | Куратово           |
| 10 | Волокпом         | деревня | 25        | Пыёлдино           |
| 11 | Вотча            | село    | 40        | Вотча              |
| 12 | Гагшор           | село    | 156       | Гагшор             |
| 13 | Горьковская      | деревня | 307       | Визинга            |
| 14 | Дав              | деревня | ↗33       | Чухлэм             |
| 15 | Елин             | деревня | 88        | Визинга            |
| 16 | Ёльбаза          | посёлок | ↘96       | Чухлэм             |
| 17 | Ждановцы         | деревня | 3         | Куратово           |
| 18 | Заозерье         | деревня | 0         | Заозерье           |
| 19 | Заозерье         | посёлок | ↘466      | Заозерье           |
| 20 | Заречное         | деревня | 210       | Куратово           |
| 21 | Ивановцы         | деревня | 29        | Куратово           |
| 22 | Исанево          | посёлок | ↘132      | Заозерье           |
| 23 | Картасикт        | деревня | 30        | Куратово           |
| 24 | Катыдпом         | деревня | 15        | Палауз             |
| 25 | Ключ             | деревня | ↗67       | Чухлэм             |
| 26 | Кольёль          | деревня | 36        | Визинга            |
| 27 | Копса            | посёлок | ↘0        | Куниб              |
| 28 | Костин           | деревня | 2         | Куратово           |
| 29 | Кузивансикт      | деревня | 71        | Пыёлдино           |
| 30 | Куниб            | село    | 551       | Куниб              |
| 31 | Куратово         | село    | 313       | Куратово           |
| 32 | Кырув            | деревня | 46        | Вотча              |
| 33 | Ляпин            | деревня | 86        | Вотча              |
| 34 | Малешор          | деревня | 68        | Межадор            |
| 35 | Межадор          | село    | 65        | Межадор            |
| 36 | Мельниковчи      | деревня | 4         | Куратово           |
| 37 | Митюшсикт        | деревня | 26        | Визинга            |
| 38 | Мом              | деревня | 6         | Куратово           |
| 39 | Озынпом          | деревня | 24        | Пыёлдино           |
| 40 | Палауз           | село    | 159       | Палауз             |
| 41 | Первомайский     | посёлок | 932       | Куниб              |
| 42 | Подгорье         | деревня | 24        | Палауз             |
| 43 | Помйыв           | деревня | 23        | Куратово           |
| 44 | Прокопьевка      | деревня | 6         | Куратово           |
| 45 | Пустошь          | деревня | 72        | Куниб              |
| 46 | Пыёлдино         | село    | 243       | Пыёлдино           |
| 47 | Раевсикт         | деревня | 61        | Куратово           |
| 48 | Раевсикт         | деревня | 30        | Пыёлдино           |
| 49 | Рай              | деревня | 32        | Визинга            |
| 50 | Расчой           | деревня | 0         | Куратово           |
| 51 | Рочевгрезд       | деревня | 5         | Визинга            |
| 52 | Савуковчи        | деревня | 20        | Куратово           |
| 53 | Семановцы        | деревня | 15        | Куратово           |
| 54 | Семушино         | деревня | 2         | Куратово           |
| 55 | Слобода          | деревня | ↘86       | Куратово           |
| 56 | Сорд             | деревня | 6         | Визинга            |
| 57 | Сорма            | деревня | 4         | Куратово           |
| 58 | Старый Чухлэм    | деревня | ↗50       | Чухлэм             |
| 59 | Теплой           | деревня | 77        | Пыёлдино           |
| 60 | Тыдор            | деревня | 96        | Межадор            |
| 61 | Тяпорсикт        | деревня | 52        | Пыёлдино           |
| 62 | Уличпом          | деревня | 37        | Куратово           |
| 63 | Утка-Видзь       | деревня | 5         | Куратово           |
| 64 | Утога            | деревня | 7         | Межадор            |
| 65 | Хваловцы         | деревня | 12        | Куратово           |
| 66 | Чукаиб           | деревня | 37        | Визинга            |
| 67 | Чухлэм           | село    | ↘226      | Чухлэм             |
| 68 | Шорйыв           | деревня | 13        | Куниб              |
| 69 | Шорйыв           | деревня | 3         | Куратово           |
| 70 | Шорсай           | деревня | 380       | Межадор            |
| 71 | Шугрэм           | посёлок | 278       | Визиндор           |
| 72 | Шучи             | деревня | 4         | Куратово           |
| 73 | Ыбпом            | деревня | 4         | Куратово           |
| 74 | Юманьсикт        | деревня | 4         | Пыёлдино           |
| 75 | Ягдор            | деревня | 24        | Вотча              |
| 76 | Ягдор            | деревня | 51        | Межадор            |
| 77 | Ягдор            | деревня | ↘42       | Чухлэм             |
| 78 | Ягыб             | деревня | 15        | Куратово           |
| 79 | Ярковская        | деревня | 6         | Палауз             |

Упразднённые населённые пункты:
- 1997 год — деревни Большое Носково и Вурдысево Визингского сельсовета; деревня Заборье Пыелдинского сельсовета; поселок Вожашор Кунибского сельсовета[32].
- 2004 год — поселок Джуджыс[33]

## Руководство
Руководитель администрации МР «Сысольский»
- Батищев Андрей Анатольевич

Председатель Совета МР «Сысольский», глава МР «Сысольский»
- Дурнев Анатолий Александрович

## Музеи
Открыт краеведческий музей в селе Куратово, родине первого коми поэта И. А. Куратова, ежегодно проводится Куратовский праздник поэзии, в котором участвуют местные жители и гости из других районов республики и городов страны.